# Соболюв
Соболюв (пол. Sobolów) — село в Польщі, у гміні Лапанув Бохенського повіту Малопольського воєводства.
Населення — 747 осіб (2011).
У 1975-1998 роках село належало до Тарновського воєводства.

## Демографія
Демографічна структура станом на 31 березня 2011 року:
|          | Загалом | Допрацездатний вік | Працездатний вік | Постпрацездатний вік |
| -------- | ------- | ------------------ | ---------------- | -------------------- |
| Чоловіки | 385     | 73                 | 274              | 38                   |
| Жінки    | 362     | 84                 | 203              | 75                   |
| Разом    | 747     | 157                | 477              | 113                  |